# Michail Lwowitsch Winawer
Michail Lwowitsch Winawer (russisch Михаил Львович Винавер; * 1880 in Warschau; † 29. September 1942) war ein russischer Ingenieur, Politiker und Menschenrechtler.

## Leben
Winawer war seit 1898 Mitglied des Allgemeinen Jüdischen Arbeiterbundes und dann Menschewik. Nach der Oktoberrevolution 1917 zog er sich aus der Politik zurück und wurde Assistent Jekaterina Pawlowna Peschkowas im Politischen Roten Kreuz, einer Hilfsorganisation für politische Gefangene, und im Büro des polnischen Roten Kreuzes. 1919 wurde er als Menschewik in Moskau verhaftet, aber noch im gleichen Jahr wieder freigelassen. Eine weitere kurzzeitige Verhaftung folgte in Moskau 1921.
1937 wurde Winawer in Moskau erneut verhaftet wegen Spionage zugunsten Polens und vom Militärgericht des Moskauer Militärbezirks zu 10 Jahren Haft verurteilt. Anfang 1942 wurde er aufgrund einer Amnestie aus dem Lager als früherer polnischer Staatsbürger entlassen.